# Herent
Herent és un municipi belga de la província de Brabant Flamenc a la regió de Flandes. Està compost per les seccions de
| #   | Nom           | Extensió | Població (31/12/2005) |
| --- | ------------- | -------- | --------------------- |
| I   | Herent        |          | 10.519                |
| II  | Winksele      |          | 4.236                 |
| III | Veltem-Beisem |          | 4.371                 |

## Evolució demogràfica
- 1800 : 1315
- 1900 : 5234
- 1976 : 11.359
- 2006 : 19.218